# Eurhynchium pseudopiliferum
Eurhynchium pseudopiliferum là một loài rêu trong họ Brachytheciaceae. Loài này được Hampe A. Jaeger mô tả khoa học đầu tiên năm 1878.